# Nacionalidad danesa

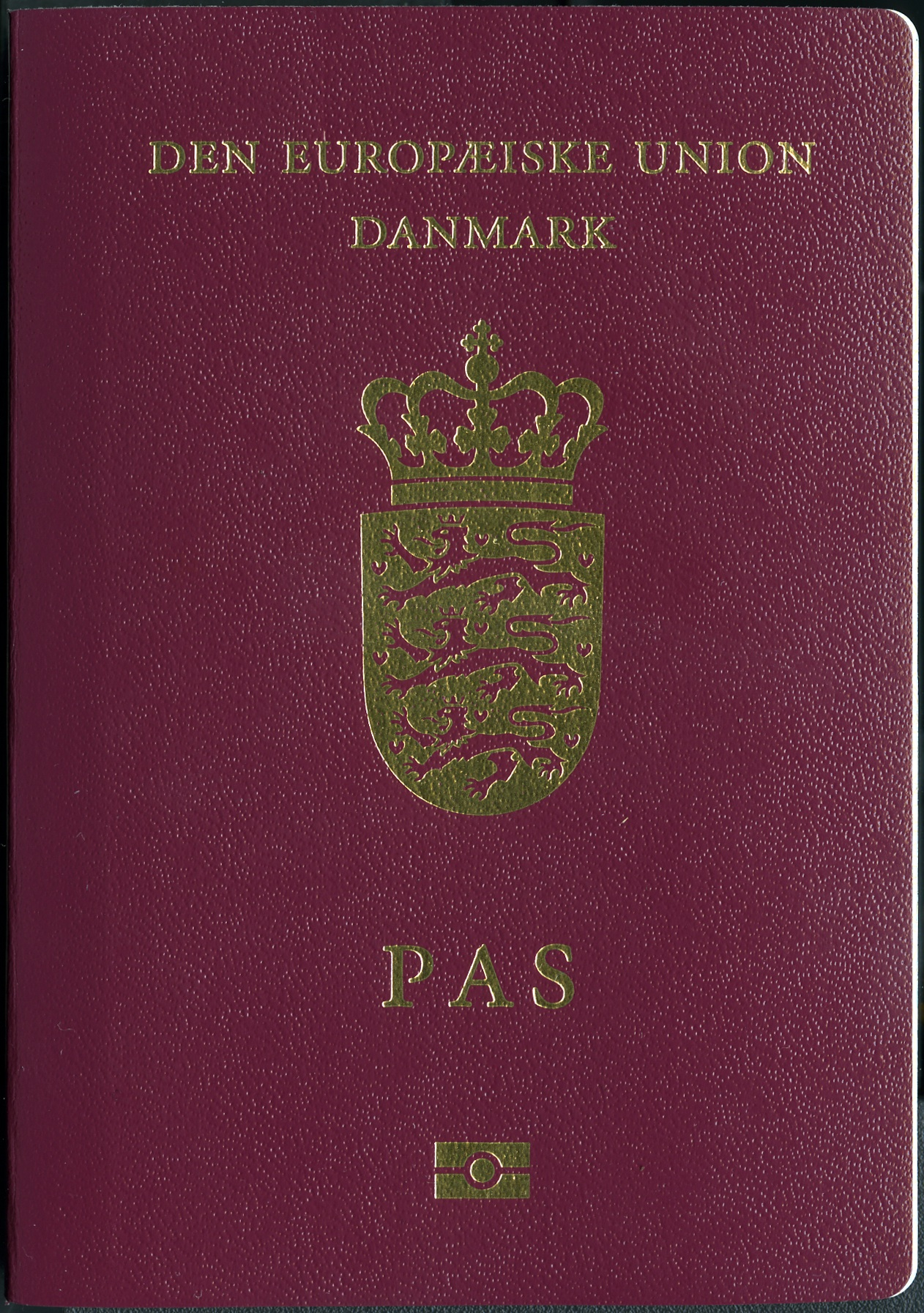
Pasaporte biométrico danés

La nacionalidad o ciudadanía danesa es el vínculo jurídico que liga a una persona física con el Reino de Dinamarca —constituido por Dinamarca, Groenlandia y las Islas Feroe— y que le atribuye la condición de ciudadano. 
Está regulada por la Constitución de Dinamarca de 1953 y la Ley consolidada de nacionalidad danesa de 2003, con enmienda en 2004. El concepto jurídico de ius sanguinis (derecho de sangre) es el método principal para adquirir la ciudadanía. En otras palabras, un niño es ciudadano danés si nació de al menos un padre danés (padre, madre o comadre —pareja lesbiana de la madre biológica—), independientemente del lugar de nacimiento.
En diciembre de 2018, la ley de nacionalidad danesa fue modificada para que un apretón de manos con un funcionario del sexo opuesto fuera obligatorio durante la ceremonia de naturalización. La regulación, entre otras cosas, evitaría que los miembros del grupo islámico Hizb ut-Tahrir reciban la ciudadanía, ya que, al ser musulmanes, nunca le darían la mano a una persona del sexo opuesto (exceptuando a su cónyuge y familiares cercanos), debido a motivos religiosos.

## Adquisición

### Por nacimiento en el Reino de Dinamarca
El nacimiento en el Reino de Dinamarca no confiere en sí mismo la ciudadanía danesa. Sin embargo, una persona que haya nacido en el mismo siendo apátrida, puede adquirir la ciudadanía danesa cumpliendo con requisitos de naturalización más simples que los convencionales (véase aquí). Se supone que un niño expósito encontrado en el Reino de Dinamarca es de nacionalidad danesa hasta que se demuestre lo contrario.

### Por ascendencia
Los niños nacidos a partir del 1 de julio de 2014, reciben automáticamente la ciudadanía danesa si al menos uno de sus padres (padre, madre o comadre (pareja lesbiana de la madre biológica)) es ciudadano danés. Esto se aplica independientemente del lugar de nacimiento del niño, y de si sus padres están casados o no.

#### Hijos de padre danés y madre extranjera nacidos fuera del matrimonio
Anteriormente, si los padres del niño no estaban casados, y solo el padre era ciudadano danés, el niño adquiría la ciudadanía danesa solamente si nacía en el Reino de Dinamarca (a partir del 1 de enero de 1999). Si un niño nacido de padre danés y madre extranjera no adquiría la ciudadanía danesa al nacer, la misma se le otorgaba si sus padres se casaban posteriormente. Sin embargo, era una condición que el niño en ese momento sea menor de 18 años y no esté casado. 
Los niños nacidos fuera del matrimonio de una madre extranjera y un padre danés durante el período comprendido entre el 12 de octubre de 1993 y el 30 de junio de 2014, pueden adquirir la nacionalidad danesa mediante una solicitud, sin la obligación de cumplir con las condiciones generales para obtener la ciudadanía. Si un niño nació en el extranjero fuera del matrimonio, de padre danés y madre extranjera antes del 12 de octubre de 1993, y si los padres permanecieron solteros, el niño no puede obtener la nacionalidad danesa sin cumplir los requisitos generales.

#### Regla de la princesa
Los niños nacidos en el matrimonio de una madre danesa y un padre extranjero, durante el período comprendido entre el 1 de enero de 1961 y el 31 de diciembre de 1978, no obtuvieron la nacionalidad danesa por nacimiento. Como alternativa, entre 1979 y 1981, las madres danesas pudieron registrar a sus hijos menores de 18 años como ciudadanos daneses. Los niños nacidos entre 1961 y 1978, cuyas madres no los registraron, pueden solicitar la nacionalidad por naturalización de acuerdo con la «regla de la princesa».
Solicitar la ciudadanía danesa bajo la «regla de la princesa», no requiere residencia en el Reino de Dinamarca al momento de la solicitud, sin embargo, el interesado debe haber residido en el mismo durante tres meses seguidos, o haberlo visitado durante doce meses acumulativos antes de haber cumplido la edad de 22 años.
El solicitante también está exento de aprobar el examen de ciudadanía danesa, incluido el examen de idioma. Sin embargo, para una solicitud exitosa, debe poder participar en una conversación ordinaria en danés.
Además, es una condición que se cumplan ciertos requisitos para obtener la nacionalidad danesa por esta vía, tales como no haber sido condenado a prisión por más de dieciocho meses o no adeudar dinero a las autoridades danesas. Si ha sido condenado por otros delitos, el solicitante no puede ser naturalizado hasta que haya transcurrido un cierto período de tiempo.
Si una persona se convierte en ciudadana danesa a través de la «regla de la princesa», la ciudadanía no se extiende a los hijos que esta pueda tener cuando resida fuera del Reino de Dinamarca.

### Por adopción
Un niño no danés menor de 12 años, adquiere la ciudadanía danesa en el momento en el cual es adoptado por una pareja casada, donde al menos uno de los cónyuges es ciudadano danés, o por un ciudadano danés soltero. Si el niño adoptado tiene 12 años o más, sus padres pueden solicitarle la ciudadanía danesa, pero se requiere una declaración de este donde exprese su consentimiento para convertirse en ciudadano danés. Es un requisito que la adopción sea válida de acuerdo con la ley danesa.

### Por declaración
Los ciudadanos de otros países nórdicos (Finlandia, Islandia, Noruega o Suecia) pueden convertirse en ciudadanos daneses mediante una declaración ante el Ministerio de Inmigración e Integración. Las condiciones a cumplir son las siguientes:
- Ser mayor de 18 años pero menor de 23.
- Ser residente del Reino de Dinamarca en el momento de la declaración, y haber residido en el mismo durante al menos diez años, incluidos al menos cinco consecutivos de los últimos seis. La residencia en otro país nórdico se equipara con la residencia en territorio danés, pero solo en la medida en que el tiempo de residencia en otro país nórdico haya ocurrido al menos cinco años antes de hacer la declaración y antes del cumpleaños número 16 del solicitante.
- No tener antecedentes penales.
- No ser acusado de un delito penal, y no ser sentenciado bajo el capítulo 9 del Código Penal danés. En caso de haber sido acusado de cometer un delito penal y posteriormente ser declarado inocente, el solicitante puede hacer una nueva declaración dentro de un año de la decisión final del caso, incluso si ya cumplió los 23 años de edad.

Si el solicitante no ha adquirido la ciudadanía de un país nórdico por naturalización, también puede obtener la nacionalidad danesa por declaración si:
- Tiene al menos 18 años de edad.
- Reside en el Reino de Dinamarca en el momento de la declaración, y ha sido residente del mismo durante los últimos siete años; y
- Durante este tiempo no ha sido condenado a prisión u otras medidas equivalentes a la misma.

Los siguientes grupos de personas también pueden convertirse en ciudadanos daneses mediante una declaración:
- Ciudadanos alemanes de Schleswig Meridional y las Islas Frisias septentrionales. Estos pueden adquirir la ciudadanía tras dos años de residencia continua en el Reino de Dinamarca. También pueden obtener la nacionalidad danesa independientemente de la residencia en territorio danés si cumplen con al menos dos de los siguientes cuatro requisitos (el número uno es obligatorio):[13]

1. El solicitante nació o se crio en Schleswig Meridional o en las Islas Frisias septentrionales, y asistió a una escuela danesa en su totalidad o en parte, o puede demostrar sus habilidades para hablar y escribir en danés, de acuerdo con los requisitos exigidos a otros solicitantes de ciudadanía danesa por naturalización.
2. Es de ascendencia danesa, es decir, que tiene al menos un tatarabuelo que fue ciudadano danés de nacimiento.
3. Ha residido previamente en el Reino de Dinamarca durante al menos tres años consecutivos. Excepcionalmente, este criterio puede cumplirse al haber residido previamente en otro país nórdico y tener una afiliación especial con la minoría danesa.
4. Haber combinado, durante un período de al menos diez años, trabajo activo de junta, trabajo voluntario o haber sido miembro activo de al menos una asociación de la minoría danesa.

Hasta el 31 de agosto de 2020, los exciudadanos daneses que perdieron su ciudadanía por haberse convertido en ciudadanos de otro país, también podían volver a adquirirla mediante declaración.

### Por naturalización
Una persona puede adquirir la nacionalidad danesa por naturalización si cumple con los siguientes requisitos:
- Tener un permiso de residencia permanente en el Reino de Dinamarca.
- Haber residido en el Reino de Dinamarca durante al menos nueve años de forma ininterrumpida. Permanecer fuera del reino por más de 14 días se considera una interrupción en la residencia. Se permiten ausencias en el reino de hasta uno o dos años en circunstancias especiales, por ejemplo, por educación o enfermedad de un familiar.
- Tener antecedentes penales limpios. La expulsión permanente del Reino de Dinamarca y algunas condenas penales excluyen a un solicitante de ser naturalizado. Esto se aplica a delitos contra el Estado, violaciones de la sección 136 (2 y 3) del Código Penal, delitos relacionados con pandillas, prisión por un año o más, prisión por tres meses o más por daños corporales y, en cierta medida, delitos sexuales y violencia de adultos contra niños. Otros delitos pueden dar lugar a períodos de espera (por ejemplo, una multa de 3 000 coronas danesas o más puede ser un obstáculo para ser incluido en un proyecto de naturalización por cuatro años y medio).
- No tener una deuda vencida con las autoridades públicas.
- Haber sido autosuficiente durante los últimos cinco años. Esto significa que el solicitante no debe (con algunas excepciones) haber recibido beneficios sociales en virtud de la ley de política social activa o la ley de integración durante más de cuatro meses de los últimos cinco años, y ninguna ayuda durante los últimos dos años. Además, si el solicitante ha recibido subsidio salarial, subsidio por enfermedad, pago por maternidad o paternidad durante más de cuatro meses dentro de los períodos de autosuficiencia, estos períodos se prolongarán de manera correspondiente.
- Documentar los conocimientos del idioma danés mediante un certificado de examen de idioma danés 3 (nivel B2 del MCER) o un examen similar, incluidos los exámenes daneses de finalización escolar. Para los solicitantes que han sido autosuficientes durante los últimos nueve años (es decir, que no han recibido beneficios sociales en virtud de la ley de política social activa o la ley de integración durante más de seis meses en los últimos nueve años), aprobar el examen de idioma danés 2 (nivel B1 del MCER) o un examen similar es suficiente. Los ciudadanos suecos y noruegos pueden documentar el conocimiento del danés con un certificado de calificación aprobada de una escuela primaria sueca o noruega.
- Documentar el conocimiento de la cultura, historia y sociedad danesas al aprobar el examen de ciudadanía. Los solicitantes suecos y noruegos que pueden presentar un certificado de calificación aprobada de una escuela primaria sueca o noruega están exentos de esta prueba.
- Participar en una ceremonia municipal de ciudadanía, donde se debe firmar una declaración de lealtad al Reino de Dinamarca y a la sociedad danesa, declarando que se obedece la ley danesa, incluida la Constitución, y se respetan los valores y principios legales daneses fundamentales, incluida la democracia danesa y, finalmente, estrechar la mano de un funcionario.

El período de residencia se reduce en los siguientes casos:
- Se requieren ocho años de residencia continua en el caso de apátridas y refugiados.
- Se requieren dos años de residencia continua para ciudadanos de otros países nórdicos que no cumplen con las condiciones para obtener la ciudadanía por declaración.[3]
- Se requieren dos años de residencia continua para personas de ascendencia danesa (con uno o ambos padres que fueron ciudadanos daneses al nacer). En este caso, el solicitante debe ser mayor de 18 años y haber ingresado al país antes de los 20 años.[13]
- Se requieren seis años de residencia continua para personas extranjeras que han estado casadas con ciudadanos daneses durante al menos tres años. Cada año de matrimonio con un ciudadano danés, reduce el requisito de residencia en un año, a una reducción máxima de tres años. Un año de convivencia antes del matrimonio cuenta como un año de matrimonio para este propósito. Debido a que normalmente se requieren ocho años de residencia legal para obtener un permiso de residencia permanente, la posibilidad de obtener un acceso más rápido a la ciudadanía a través del matrimonio puede ser insignificante para muchos solicitantes.
- Existe una cláusula especial y poco mencionada que permite ausencias del Reino de Dinamarca de más de uno o dos años si se está casado con un ciudadano danés:

1. El período total de residencia continua debe ser de al menos tres años, y debe exceder el período total de ausencia; o
2. El matrimonio dura al menos dos años o el período total de residencia en el Reino de Dinamarca es inferior a 10 años antes del matrimonio y un año para la convivencia antes del matrimonio. Sin embargo, uno de los cónyuges debe tener un permiso de residencia permanente.

- Si una persona está casada con un ciudadano danés que trabaja en el extranjero por intereses daneses, estos años de matrimonio se consideran años de residencia en el Reino de Dinamarca, siempre y cuando la persona haya estado al menos una vez en el reino.
- Los jóvenes que llegaron al Reino de Dinamarca antes de los 15 años, pueden presentar una solicitud cuando cumplan 18 años si han completado una educación danesa.[15]
- Si una persona completó una educación danesa de una duración mínima de tres años, puede solicitar la ciudadanía después de cinco años de residencia.[15]

En principio, el Comité de Naturalización puede eximir al solicitante de cualquier requisito de naturalización, aunque el mismo es muy restrictivo al respecto. Se puede presentar una solicitud de eximición cuando el solicitante es diagnosticado con una discapacidad (física, mental, intelectual o sensorial a largo plazo) y por esta razón, no puede cumplir con los requisitos generales de idioma y conocimiento, o no es probable que los cumpla. En algunos casos, se puede reducir la dificultad del examen de idioma a un nivel acorde a las limitadas capacidades del solicitante.
Como regla, los niños no pueden solicitar la ciudadanía danesa. Sin embargo, un niño con derecho de residencia en el Reino de Dinamarca puede adquirir la ciudadanía danesa por extensión en la naturalización de uno de sus padres (con derechos parentales sobre el niño). Esto significa, en resumen, que si un adulto solicita la ciudadanía, sus hijos menores de 18 años pueden estar incluidos en la solicitud. Se requiere el consentimiento del otro padre (si él o ella comparte la custodia del niño). Si un niño mayor de 15 años ha cometido un delito, o se le acusa de haberlo cometido, puede ser excluido de la naturalización de su(s) padre(s). Un niño puede solicitar la ciudadanía danesa de forma independiente solamente en situaciones en las que sus padres no pueden solicitarla por este, por ejemplo, porque ya son ciudadanos daneses.

#### Derecho a la ciudadanía para apátridas nacidos en el Reino de Dinamarca
La carta circular sobre naturalización establece el derecho a la ciudadanía danesa para dos grupos de apátridas nacidos en el Reino de Dinamarca:
1. Un niño apátrida nacido en el Reino de Dinamarca tiene derecho a la ciudadanía danesa mediante una solicitud de naturalización. Los únicos requisitos son que el niño solicite la ciudadanía antes de cumplir los 18 años y que resida legalmente en el reino.
2. Un joven apátrida nacido en el Reino de Dinamarca, que tenga entre 18 y 21 años de edad, tiene derecho a la ciudadanía danesa, siempre que:

- Haya estado continuamente apátrida desde su nacimiento.
- Haya residido habitualmente en el Reino de Dinamarca durante cinco años inmediatamente antes de presentar la solicitud de ciudadanía o, alternativamente, ocho años en total.
- No haya sido declarado culpable de un delito contra la seguridad nacional y no haya sido condenado a prisión por cinco años o más.

## Pérdida de la ciudadanía
La ciudadanía danesa puede perderse por las siguientes razones:
- Automáticamente si un nacional danés nació fuera del Reino de Dinamarca y nunca ha vivido en el mismo a la edad de 22 años. Sin embargo, se puede presentar una solicitud entre los 21 y 22 años al Ministerio de Inmigración e Integración para conservar la ciudadanía. La retención de la nacionalidad danesa puede concederse en los siguientes casos:[16]

1. Si el solicitante reside en el Reino de Dinamarca inmediatamente antes de cumplir los 22 años y presenta una solicitud allí. Un mínimo de tres meses de estancia continua es suficiente para cumplir con este requisito. La residencia en otros países nórdicos (Finlandia, Islandia, Noruega o Suecia) por un período agregado de no menos de siete años se equipara con la residencia en el Reino de Dinamarca;
2. Si ha pasado un tiempo en el Reino de Dinamarca antes de los 22 años en circunstancias que indiquen alguna asociación con el país. El total de todas las estancias (vacaciones y otras estancias más largas) debe sumar hasta aproximadamente un año antes de cumplir la edad mencionada anteriormente, o un total de siete años en otro país nórdico, y debe tener un conocimiento práctico del idioma danés; o
3. Si la pérdida de la nacionalidad danesa provocaría que la persona se convierta en apátrida.[17]

- Por orden judicial si se adquirió la nacionalidad danesa por conducta fraudulenta, por ejemplo, mediante un matrimonio falso, ocultando información relevante o proporcionando intencionalmente información inexacta o engañosa.

- Por orden judicial si la persona es declarada culpable de la violación de una o más disposiciones de los capítulos 12 (delitos contra la independencia y la seguridad nacional) y 13 (delitos contra la Constitución y las autoridades supremas del Estado y actos de terrorismo) del Código Penal danés, a menos que esto haga que la persona sea apátrida. Por lo tanto, dado que solo a las personas con doble nacionalidad se les puede retirar la ciudadanía danesa, y dado que el Reino de Dinamarca no ha permitido recientemente la doble ciudadanía, la disposición ha tenido una importancia limitada.

- Mediante una solicitud voluntaria al Ministro de Asuntos de Refugiados, Inmigración e Integración (una persona que sea o desee ser nacional de un país extranjero puede ser liberada de su nacionalidad danesa por dicha solicitud).

En 2019, el Gobierno danés anunció un acuerdo junto con el Partido Popular para impulsar una ley que despojaría de su ciudadanía danesa a las personas con doble nacionalidad que hayan viajado a otros países para unirse a las filas de grupos terroristas como el Estado Islámico. Esta nueva ley permite quitarles la nacionalidad de forma administrativa y sin necesidad de una orden judicial. La primera ministra Mette Frederiksen declaró: «Hay personas que han dado la espalda a Dinamarca y combatido con violencia contra nuestra democracia y nuestra libertad. Representan una amenaza. No son bienvenidos en Dinamarca».
La medida incluye a los hijos de estas personas, que también perderán su nacionalidad danesa. La ministra Inger Støjberg argumentó: «Sus familias le han dado la espalda a Dinamarca, y no hay razón para que los niños se conviertan en ciudadanos daneses... Los niños nacidos de personas de nacionalidad danesa adquieren de manera rutinaria la ciudadanía danesa, pero ahora se acabó para los niños de los terroristas, ya que los niños ya no son ciudadanos daneses, y eso se aplica a los niños de las personas danesas que se unieron a terroristas y tuvieron hijos en el extranjero». Por su parte, Unicef advirtió que el país podría haberse arriesgado a «castigar a los niños por los pecados de sus padres», y agregó que la regla podría violar la Convención Internacional de los Derechos del Niño.

## Doble nacionalidad
El 18 de diciembre de 2014, el Parlamento aprobó un proyecto de ley para reconocer la doble ciudadanía, la cual entró en vigor el 1 de septiembre de 2015. Con esta legislación —siempre y cuando la ley de nacionalidad del otro país lo permita—, un nacional danés puede adquirir una ciudadanía extranjera y conservar la danesa, y un extranjero puede obtener la nacionalidad danesa sin perder su nacionalidad de origen. Algunos países no permiten la doble ciudadanía. Por ejemplo, si una persona adquirió las nacionalidades danesa y japonesa por nacimiento, debe declarar ante el Ministerio de Justicia japonés, antes de cumplir los 22 años, qué ciudadanía desea conservar.
Una disposición en el proyecto de ley permitía a los exciudadanos daneses que perdieron su ciudadanía por haberse convertido en ciudadanos de otro país, a recuperar la ciudadanía danesa mediante una declaración y cumpliendo ciertos requisitos (también podía extenderse a los hijos del solicitante, siempre y cuando sean menores de 18 años y permanezcan solteros). Esta disposición entró en vigor el 1 de septiembre de 2015 y expiró el 31 de agosto de 2020. Una disposición separada, que duró desde el 1 de septiembre de 2015 hasta 2017, permitió a los entonces solicitantes de ciudadanía danesa que hayan sido aprobados bajo la condición de que renuncien a su ciudadanía anterior, a conservar esta última al convertirse en ciudadanos daneses.
La aprobación de la doble ciudadanía no anula la «regla de los 22 años», la cual, como se describió anteriormente, menciona que un ciudadano danés nacido fuera del Reino de Dinamarca, que nunca vivió en el mismo a la edad de 22 años, pierde automáticamente su nacionalidad danesa, excepto que debido a esto se convierta en apátrida, o que haya vivido en otro país nórdico por un período agregado de al menos siete años.

## Ciudadanía de la Unión Europea
La ciudadanía de la Unión Europea para los ciudadanos daneses varía en cada una de las tres partes del reino.

### Dinamarca
Los ciudadanos daneses de la Dinamarca propiamente dicha, también son ciudadanos de la Unión Europea (UE) según el derecho comunitario y, por lo tanto, gozan del derecho a la libre circulación y de la posibilidad de votar en las elecciones al Parlamento Europeo. Cuando se encuentren en un país extracomunitario, en el cual no exista ninguna embajada danesa, tienen derecho a obtener la protección consular de la embajada de cualquier otro Estado miembro de la UE presente en ese país. También pueden vivir y trabajar en cualquier otro país miembro como resultado del derecho de libre circulación y residencia, otorgado en el artículo 21 del Tratado de Funcionamiento de la Unión Europea.

### Groenlandia
Groenlandia se unió a la Comunidad Económica Europea (antecesora de la Unión Europea) como parte de Dinamarca en 1973. Sin embargo, en 1982 se celebró un referéndum para retirarse de la misma, debido a una disputa sobre los derechos de pesca. Finalmente, la salida de Groenlandia de la CEE se hizo efectiva en 1985.
Aunque Groenlandia no forma parte de la Unión Europea, los ciudadanos daneses que residen allí sí son ciudadanos de la misma.

### Islas Feroe
Las Islas Feroe nunca han sido parte de la Unión Europea o sus predecesoras, y los tratados de la misma no se aplican a las islas. En consecuencia, los ciudadanos daneses que residen en las Islas Feroe no son ciudadanos de la UE en el sentido de los tratados. Sin embargo, pueden elegir entre el pasaporte danés de la UE o el pasaporte feroés extracomunitario. Algunos países miembros de la Unión Europea pueden tratar a los ciudadanos daneses que residen en las Islas Feroe de la misma manera que a los demás ciudadanos daneses y, por lo tanto, como ciudadanos de la UE.
La ciudadanía de la Unión Europea fue creada por el Tratado de Maastricht en febrero de 1992. A través de un referéndum, Dinamarca rechazó dicho tratado, pero finalmente lo ratificó tras el Acuerdo de Edimburgo de diciembre del mismo año, el cual garantizaba a Dinamarca cuatro excepciones al Tratado de Maastricht, para que así este sea aprobado por el país nórdico. Una de las excepciones mencionaba que la ciudadanía de la Unión Europea no reemplaza la ciudadanía nacional, y cada Estado miembro es libre de determinar sus nacionales de acuerdo con su propia ley de nacionalidad. El Tratado de Ámsterdam extendió esto a todos los Estados miembros de la UE, lo que hizo que la cláusula de exclusión voluntaria de Dinamarca no tenga sentido.

## Requisitos de visado

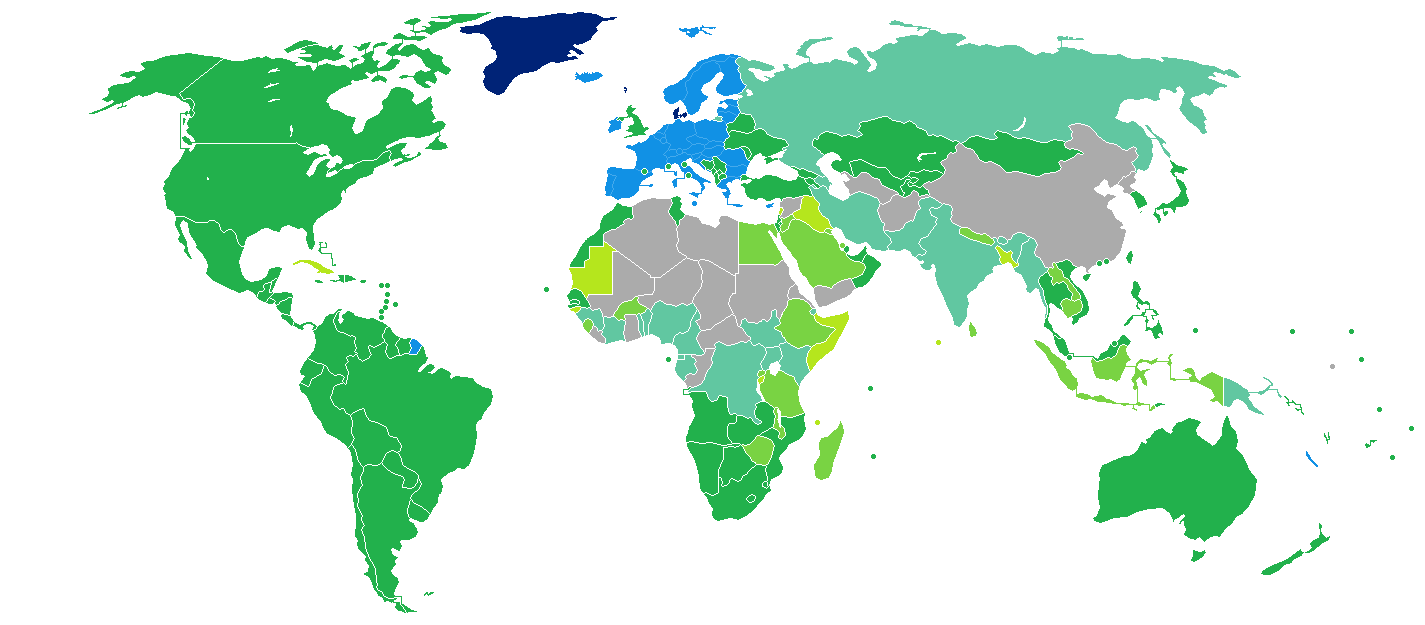
Reino de Dinamarca
Libre movimiento
No se requiere visa
Visa a la llegada
Visa electrónica
Visa disponible tanto a la llegada como en línea
Se requiere visa antes de la llegada

Los requisitos de visado para ciudadanos daneses son las restricciones administrativas de entrada por parte de las autoridades de otros Estados a los ciudadanos del Reino de Dinamarca. En 2023, los ciudadanos daneses tenían acceso sin visado o visa a la llegada a 190 países y territorios, clasificando al pasaporte danés en el cuarto lugar del mundo, según el Índice de restricciones de Visa.